# Tuinbladsnijder
De tuinbladsnijder (Megachile centuncularis) is een vliesvleugelig insect uit de familie Megachilidae. De wetenschappelijke naam van de soort is gepubliceerd in 1758 door Linnaeus in de tiende editie van Systema naturae.

## Kenmerken
Deze behangersbij heeft een lengte van 11 tot 13 mm. De beharing is vrij dicht. Hij is geelbruin op de kop en rug van het borststuk en donkerbruin op het achterste deel van het achterlijf. De buikschuier is rood behaard en aan de achterkant zwart.

## Voortplanting
Het nest wordt gemaakt in een kleine holte en is bekleed met kleine stukjes levend bladweefsel, dat van planten wordt afgeknipt.